# Diversinervus scutatus
Diversinervus scutatus är en stekelart som beskrevs av Compere 1931. Diversinervus scutatus ingår i släktet Diversinervus och familjen sköldlussteklar. Inga underarter finns listade i Catalogue of Life.